# Пырино (Андреевское сельское поселение)
Пырино — деревня в Сусанинском районе Костромской области. Входит в состав Андреевского сельского поселения.

## География
Находится в западной части Костромской области на расстоянии приблизительно 14 км на запад по прямой от районного центра поселка Сусанино.

## История
В 1872 году здесь было учтено 14 дворов, в 1907 году здесь отмечено было 26 дворов.
Упразднена в 2024 году.

## Население
Постоянное население составляло 105 человек (1872 год), 135 (1897), 142 (1907), 9 в 2002 году (русские 100 %), 1 в 2022.